# Église Saint-Laurent d'Ename
Pour les articles homonymes, voir Église Saint-Laurent.
 (février 2023).
 (janvier 2023).
La mise en forme du texte ne suit pas les recommandations de Wikipédia : il faut le « wikifier ».
Les points d'amélioration suivants sont les cas les plus fréquents. Le détail des points à revoir est peut-être précisé sur la page de discussion.
- Les titres sont pré-formatés par le logiciel. Ils ne sont ni en capitales, ni en gras.
- Le texte ne doit pas être écrit en capitales (les noms de famille non plus), ni en gras, ni en italique, ni en « petit »…
- Le gras n'est utilisé que pour surligner le titre de l'article dans l'introduction, une seule fois.
- L'italique est rarement utilisé : mots en langue étrangère, titres d'œuvres, noms de bateaux, etc.
- Les citations ne sont pas en italique mais en corps de texte normal. Elles sont entourées par des guillemets français : « et ».
- Les listes à puces sont à éviter, des paragraphes rédigés étant largement préférés. Les tableaux sont à réserver à la présentation de données structurées (résultats, etc.).
- Les appels de note de bas de page (petits chiffres en exposant, introduits par l'outil «  Source ») sont à placer entre la fin de phrase et le point final[comme ça].
- Les liens internes (vers d'autres articles de Wikipédia) sont à choisir avec parcimonie. Créez des liens vers des articles approfondissant le sujet. Les termes génériques sans rapport avec le sujet sont à éviter, ainsi que les répétitions de liens vers un même terme.
- Les liens externes sont à placer uniquement dans une section « Liens externes », à la fin de l'article. Ces liens sont à choisir avec parcimonie suivant les règles définies. Si un lien sert de source à l'article, son insertion dans le texte est à faire par les notes de bas de page.
- La présentation des références doit suivre les conventions bibliographiques. Il est recommandé d'utiliser les modèles {{Ouvrage}}, {{Chapitre}}, {{Article}}, {{Lien web}} et/ou {{Bibliographie}}. Le mode d'édition visuel peut mettre en forme automatiquement les références.
- Insérer une infobox (cadre d'informations à droite) n'est pas obligatoire pour parachever la mise en page.

Pour une aide détaillée, merci de consulter Aide:Wikification.
Si vous pensez que ces points ont été résolus, vous pouvez retirer ce bandeau et améliorer la mise en forme d'un autre article.
L'église Saint-Laurent d'Ename est édifiée peu avant l'an 1000 par Herman, comte de Verdun. Seul édifice ottonien subsistant à Ename, c'est aujourd'hui l'église paroissiale du village.

## Histoire
Ename a été fondée vers 990 par Godefroid Ier, comte de Verdun, sur le fleuve Escaut, frontière entre le Saint-Empire romain germanique et le comté de Flandre. Godefroid et sa femme Mathilde de Saxe ont construit un donjon entouré d'un castrum fortifié qui protégeait le commerce local. Leur fils, Herman de Verdun, comte de Brabant, fonde l'église Saint-Laurent peu avant l'an 1000. Il privilégie une architecture ottonienne afin de démontrer sa fidélité à l'empereur. Le choix du saint patron n'est pas anodin non plus puisque les empereurs ottoniens vénéraient souvent saint Laurent car le 10 août 955, jour de la fête du saint, Otton Ier remporta la bataille de Lechfeld contre les Hongrois.
Lorsque le contrôle d'Ename passe au comte de Flandre Baudouin V et que l'abbaye Saint-Sauveur est construite, le village et l'église devient une partie de ses propriétés. L'église Saint-Laurent est devenue l'église paroissiale du village et est restée en usage jusqu'à aujourd'hui.

## Architecture

### Généralités
L'église Saint Laurent a été construite en calcaire de Tournai. Des fouilles archéologiques ont montré que l'église a été conçue à l'origine avec un plan au sol en halle. Lors des travaux de construction, elle est agrandie et transformée en un édifice de plan basilical à deux nefs latérales. Il a un chœur oriental et un chœur occidental, conformément au style architectural ottonien. Le chœur oriental comporte deux étages : le deuxième étage abrite une chapelle, probablement avec un autel en pierre, qui s'ouvre sur la nef principale grâce à une fenêtre à trois arcs. Dans la lunette au-dessus, face à la nef principale, une fresque représente un Christ en gloire.
Lorsque le village est devenu propriété de l'abbaye, au XIe siècle, l'activité commerciale se déplace vers le centre d'Audenarde. L'église était alors trop grande pour le village et l'abbaye transforma les nefs latérales en plusieurs chapelles latérales dédiées au culte de différents saints.
Aux XVIe et XVIIe siècles, l'église est modifiée. Une structure octogonale a été ajoutée au sommet de la tour. Même s'il a été retiré plus tard, le poids de cet ajout a provoqué plusieurs dommages dans la structure de la tour qu'il faudra restaurer en 1990.

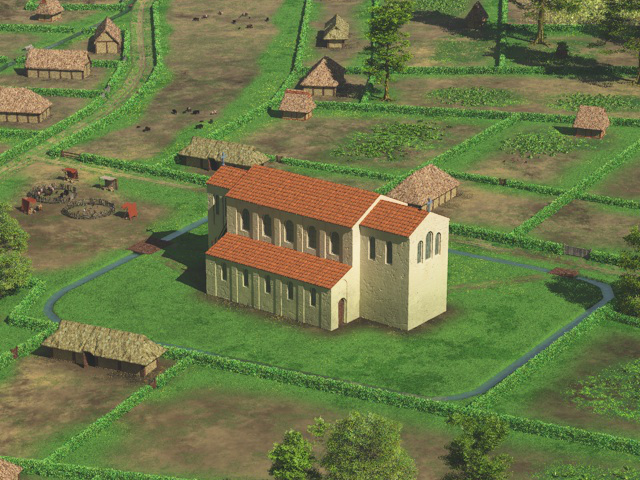
Reconstitution 3D de l'église Saint Laurent vers 1020
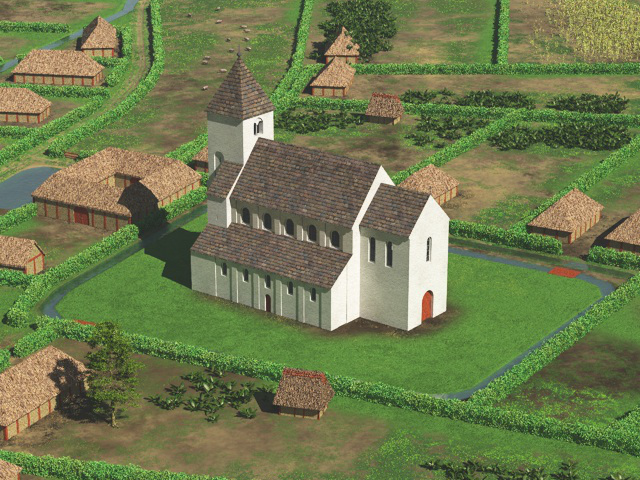
Reconstitution 3D de l'église Saint Laurent vers 1300
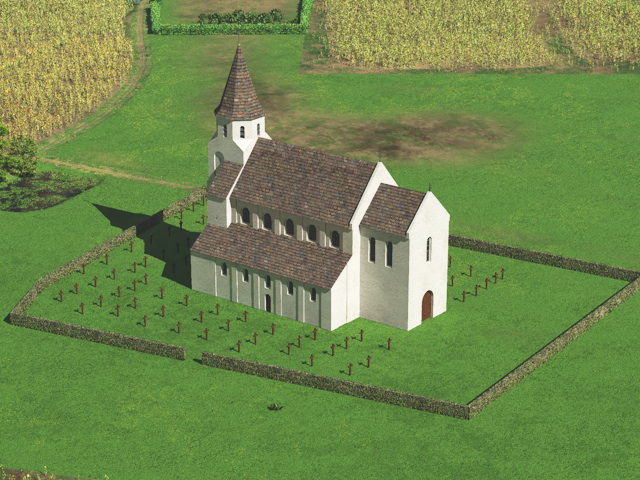
Reconstitution 3D de l'église Saint Laurent vers 1590
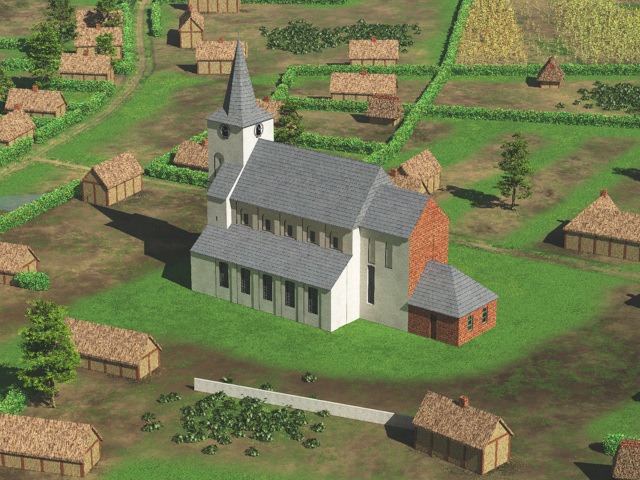
Reconstitution 3D de l'église Saint Laurent vers 1780

### Chronologie des changements
- Vers 1175, l'église est endommagée par un incendie dont les traces sont encore visibles sur les pierres à l'extérieur de l'édifice.
- Vers 1500, l'église est modifiée en plusieurs parties tant à l'intérieur qu'à l'extérieur. La partie finale du clocher a été redessinée avec une forme octogonale.
- 1578 - 1592 Après la furie iconoclaste de 1566, la tension entre catholiques et protestants dans la région est constante. En 1572, Audenarde est conquise par les protestants et en 1578, les moines de l'abbaye Saint-Sauveur s'enfuient. Ils reviennent vers 1592. Dans une couche archéologique de l'église correspondant à cette période, les archéologues ont retrouvé les restes de plusieurs pastilles composées d'os de souris. Ils considèrent ces vestiges comme des preuves de la désuétude de l'église, où les oiseaux pouvaient facilement entrer et nicher. Les travaux de restauration de l'église se terminent vers 1622, lorsque la réfection de la toiture fut achevée.
- 1654 une nouvelle tour rectangulaire de l'église est construite.
- 1655, l'abbaye commande un nouveau mobilier baroque. En 1666, ils commandent un tableau de la Nativité à Simon de Paepe, peintre d'Audenarde.
- 1762, l'orientation de l'église est modifiée : le portail du chœur plus large à l'ouest est fermé et l'espace est transformé. Une porte est ouverte dans le chœur est, vers la place principale.
- 1770, un nouvel orgue est placé au-dessus de l'entrée du chœur est, où il restera jusqu'à la restauration de 1999. L'orgue a été fabriqué par l'organiste Van Petegem de Gand.

## Archéologie et restaurations

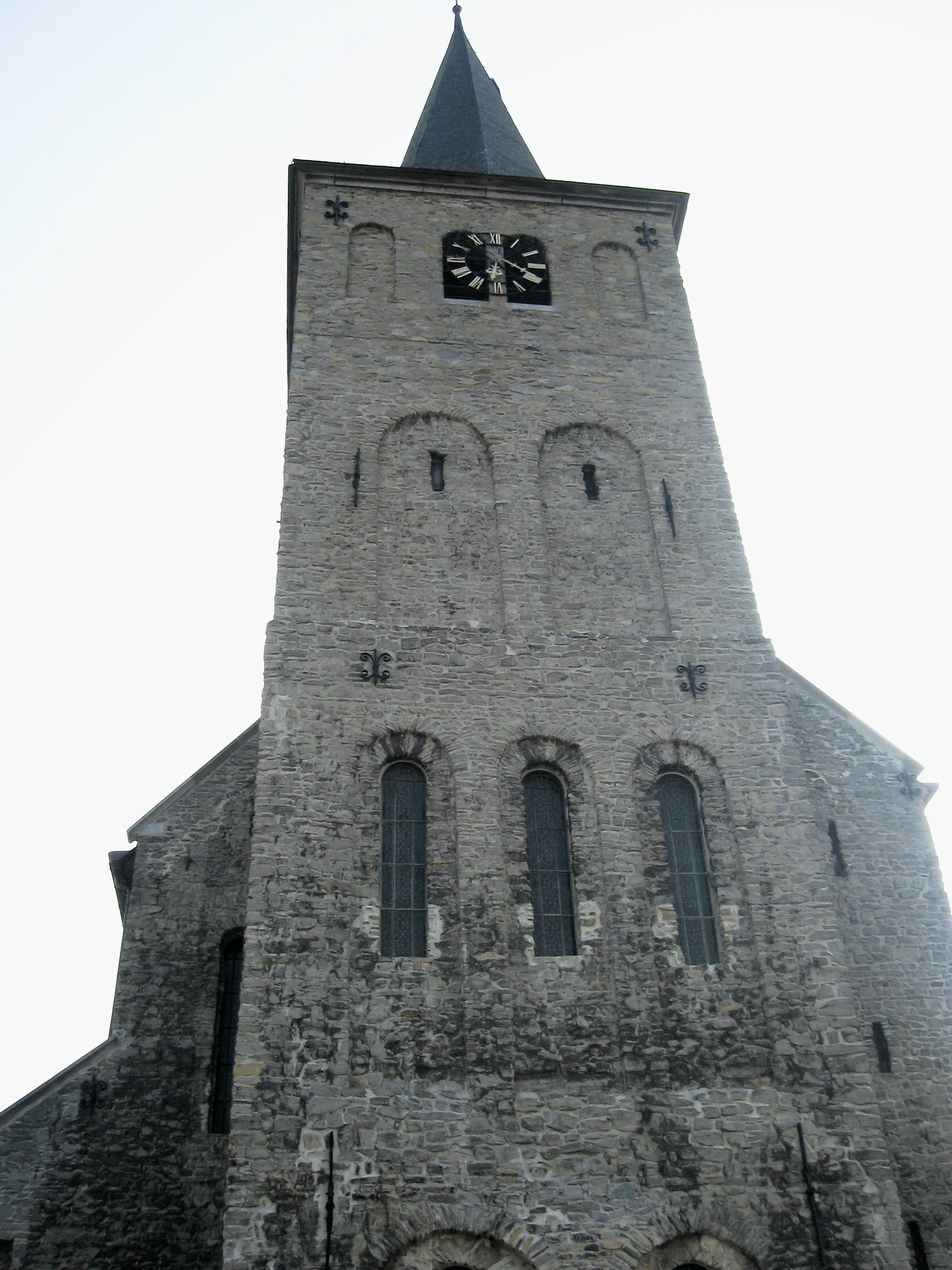
Le chœur ouest et la tour de l'église Saint-Laurent

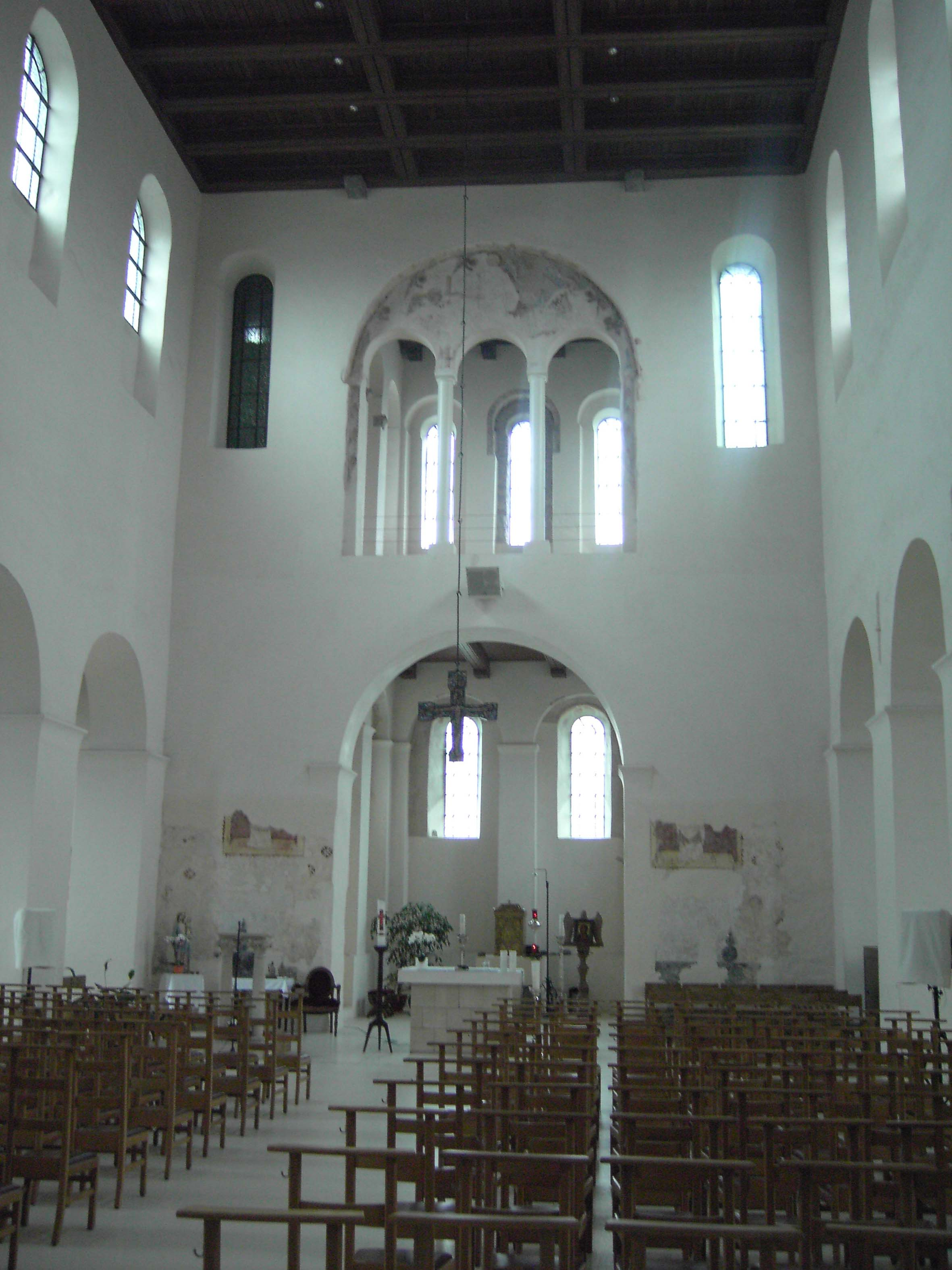
Ename (Oudenaarde) - Intérieur de l'église Saint-Laurent, chœur est

### Prise de décision
En raison de graves fissures dans la tour de l'église, en 1993, des restaurations commencent. A cette occasion, les fondations de l'église ont été inspectées. Les travaux ont commencé en 1999 et ont duré jusqu'en 2002 et prévoyaient l'excavation de la surface totale de l'église et sa restauration. Un projet européen a été lancé qui visait à l'étude complète du bâtiment et à la reconstruction de son aspect d'origine du Xe siècle en suivant une procédure rigoureuse scientifiquement supervisée. Comme l'église était un édifice religieux utilisé, il était également important de préserver son rôle de point d'agrégation pour la communauté locale.
L'église Saint-Laurent étant un des rares édifices ottoniens conservés de la région, des travaux de restaurations ont été entrepris. Chaque intégration a été réalisée avec des matériaux reconnaissables, en utilisant des techniques non permanentes pour faciliter le retrait en cas de restaurations futures. Bien que cette restauration ait effacé presque totalement les traces de l'évolution de l'édifice à travers les siècles, l'aspect de l'église a été documenté et il est montré aujourd'hui grâce à une application numérique qui donne aux visiteurs quelques informations sur toutes les recherches effectuées sur l'église.

### Fouilles
Les fouilles ont révélé que le niveau du sol de l'église avait été élevé au cours des siècles. Des fragments de poterie romaine et une fibule en bronze ont été retrouvée, attestant de l'occupation du sol à l'époque romaine.
Des tombes, de l'époque bourguignonne, entre 1384-1482, ont aussi été fouillées. Les murs de la crypte étaient décorés de la Croix de Lorraine. Au total, les restes de 180 personnes différentes ont été retrouvés dans l'église.
Partout dans l'église, une couche de matériaux brûlés a été retrouvée. L'incendie s'est produit vers 1170 et 1180 et a détruit le toit de l'église. Parmi les matériaux brûlés, il y avait des morceaux de verre fondu, des morceaux de plâtre brûlé et du grain carbonisé. La présence de céréales laissait penser que le grenier de l'église servait à entreposer la récolte du village.

### Restaurations
Lors des restaurations, des découvertes ont eu lieu lorsque le plâtre a été retiré des murs de l'église. Une série de niches aveugles ont été dévoilées dans le chœur ouest où se trouvait à ce moment-là l'autel principal, ainsi que les traces d'un portail ouvert dans le mur d'origine qui avait été refermé avec des briques. Une fois ouvertes, les niches ont révélé le plâtre médiéval d'origine, et quelques traces de la décoration d'origine étaient encore visibles. Dans l'un d'eux, la représentation d'une Vierge à l'Enfant était en assez bon état de conservation.
Dans le chœur oriental réapparut la précieuse fresque des Majestas Domini, peinte dans la lunette au-dessus de la fenêtre à trois arcs du chœur supérieur. La structure à deux étages du chœur était une caractéristique distinctive de l'église ottonienne, modifiée plus tard pour mettre à jour l'église au style gothique et ouvrir un haut arc ogival.
Aussi les deux fenêtres du chœur oriental ont conservé le décor d'origine. Il y a deux tondos : l'un montre un homme tenant des poissons, et un autre montre un homme avec des pains, avec une référence à l'Eucharistie. Plusieurs autres fragments de la décoration médiévale d'origine ont été conservés sur les murs. Ils ont été consolidés et restaurés.
Lorsque le plâtre a été enlevé, il était clair que les piliers étaient à l'origine carrés et qu'ils avaient un chapiteau qui avait été ciselé. Ces éléments ont été restaurés dans leur forme d'origine.

## Galerie

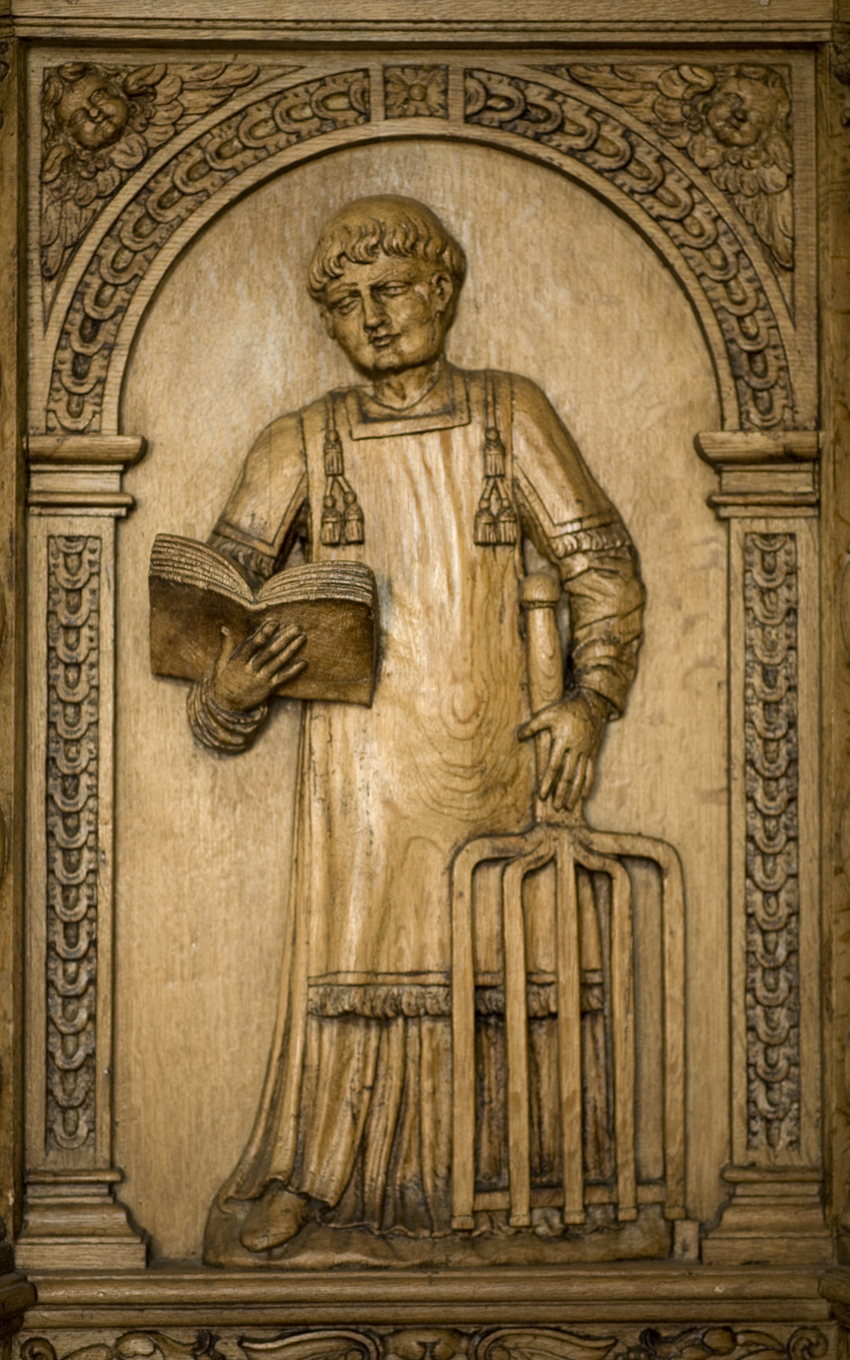
Saint Laurent, chaire en bois
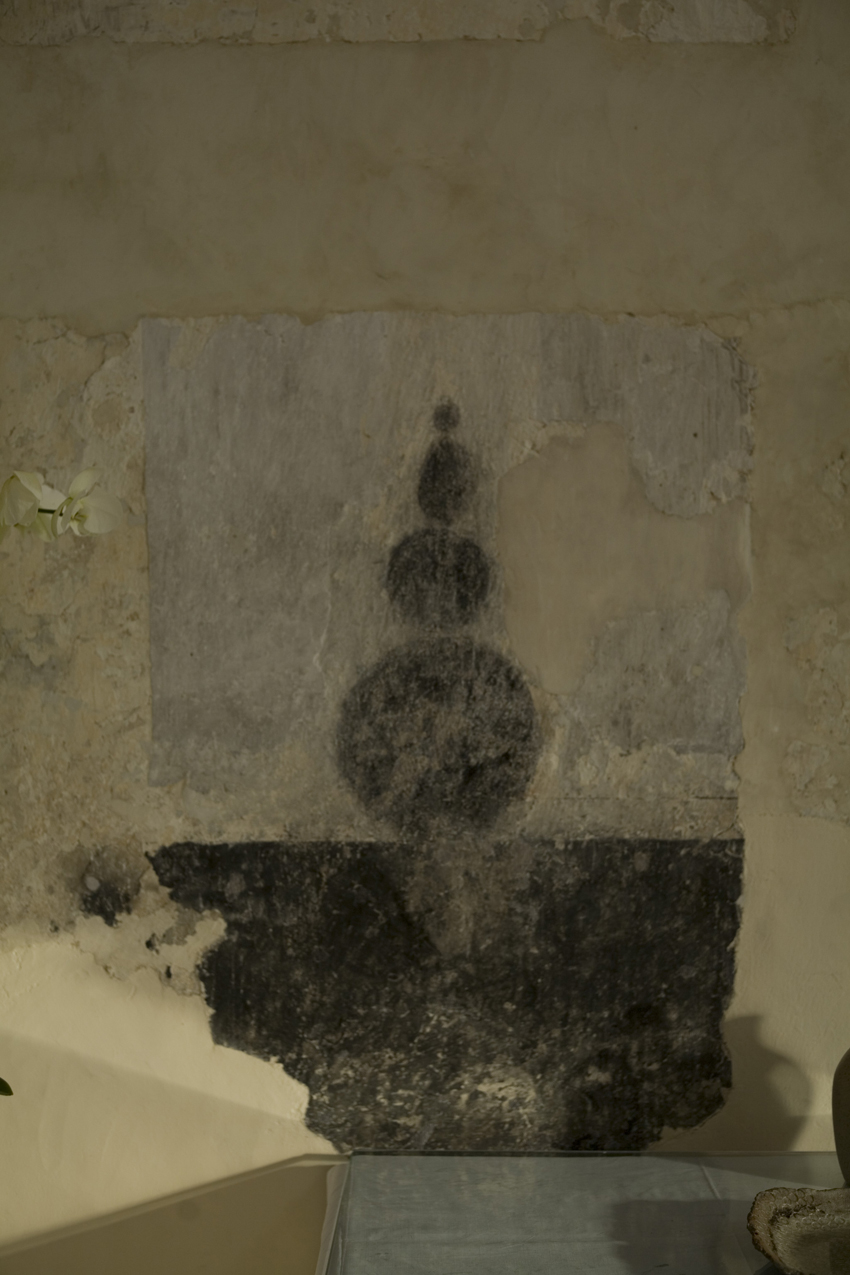
Peintures murales. Décoration gothique
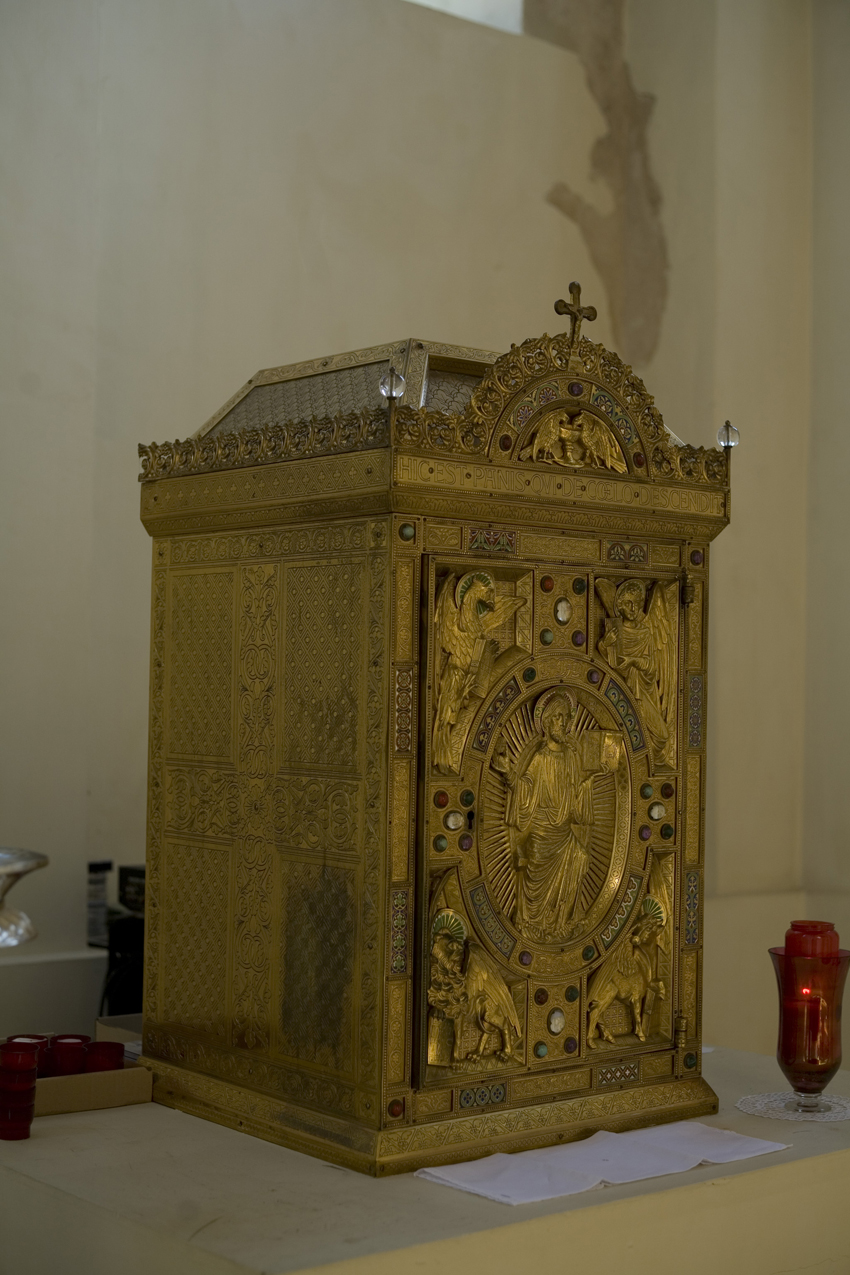
Tabernacle
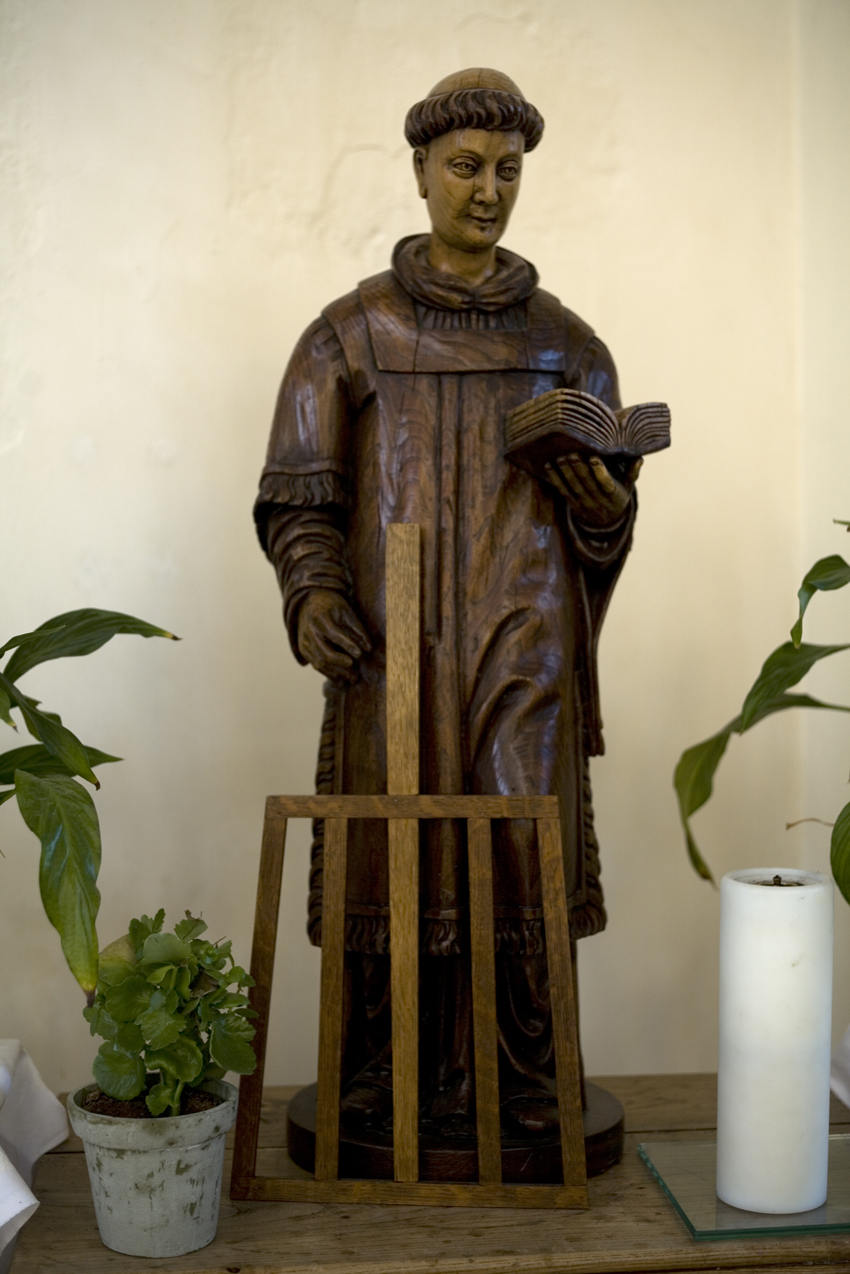
Statue en bois de Saint Laurent
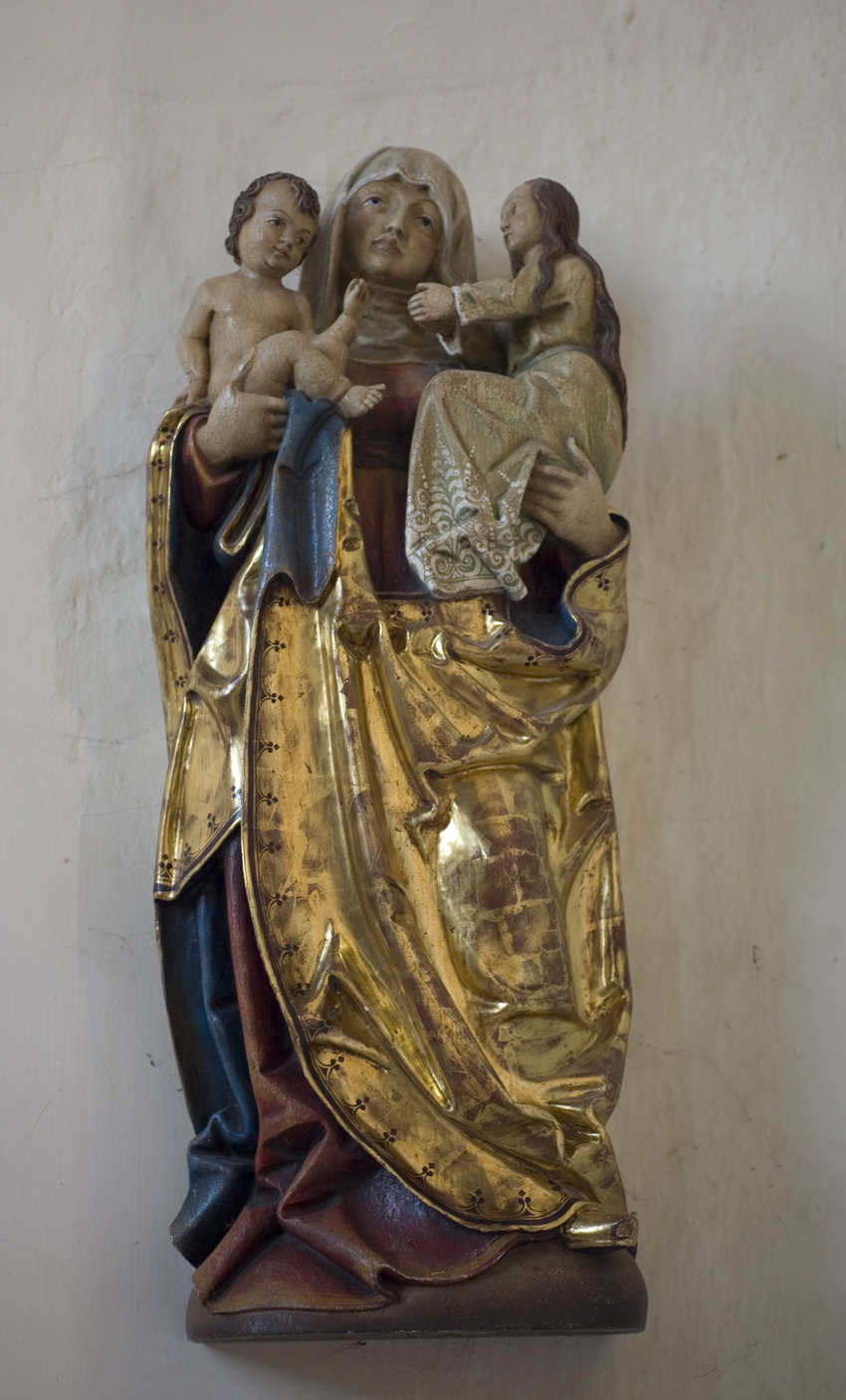
Statue en bois de sainte Anne
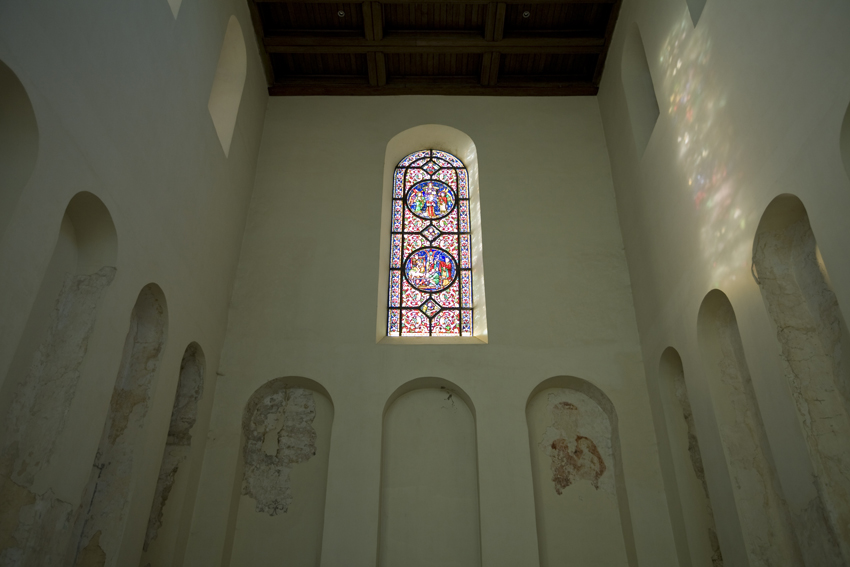
Chœur de l'Ouest. Fragment de la représentation médiévale de la Vierge à l'enfant
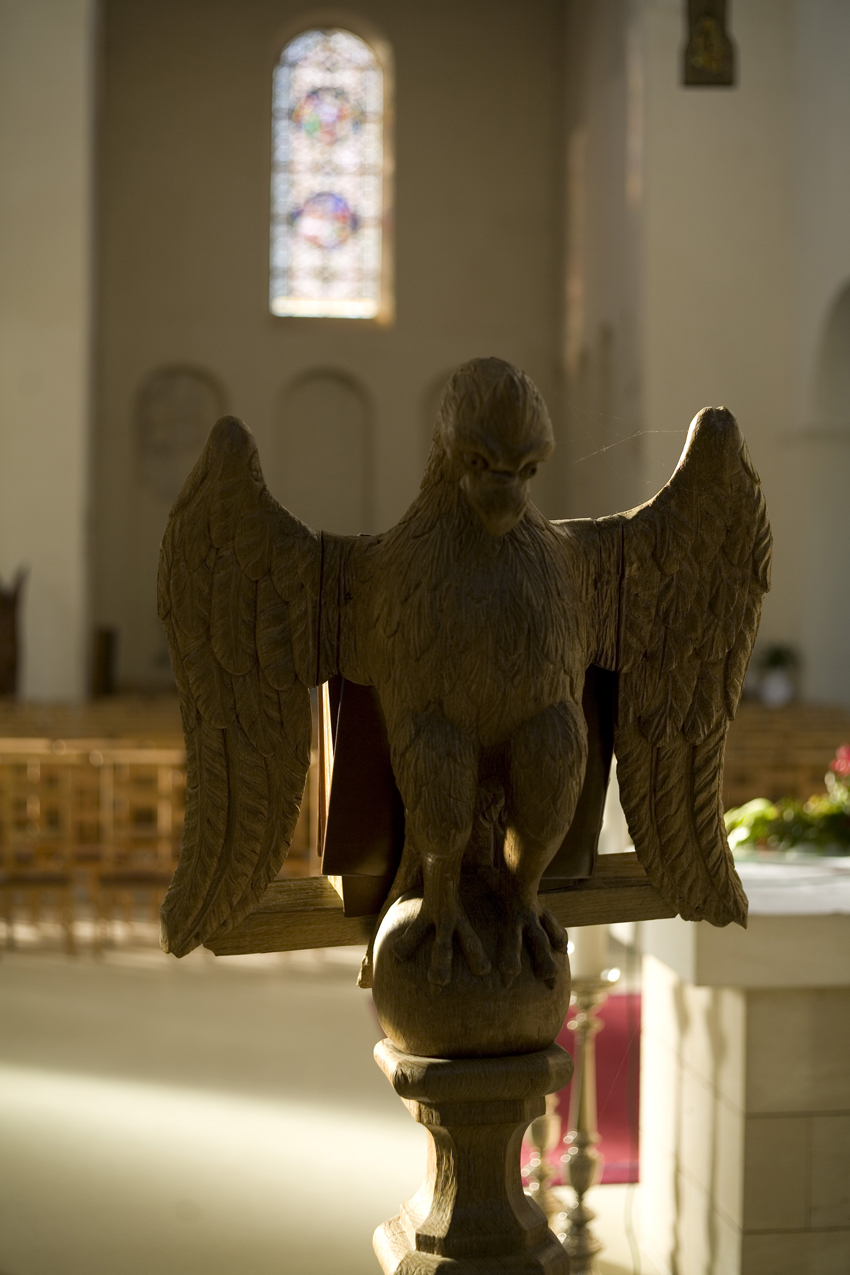
Présentoir à livre
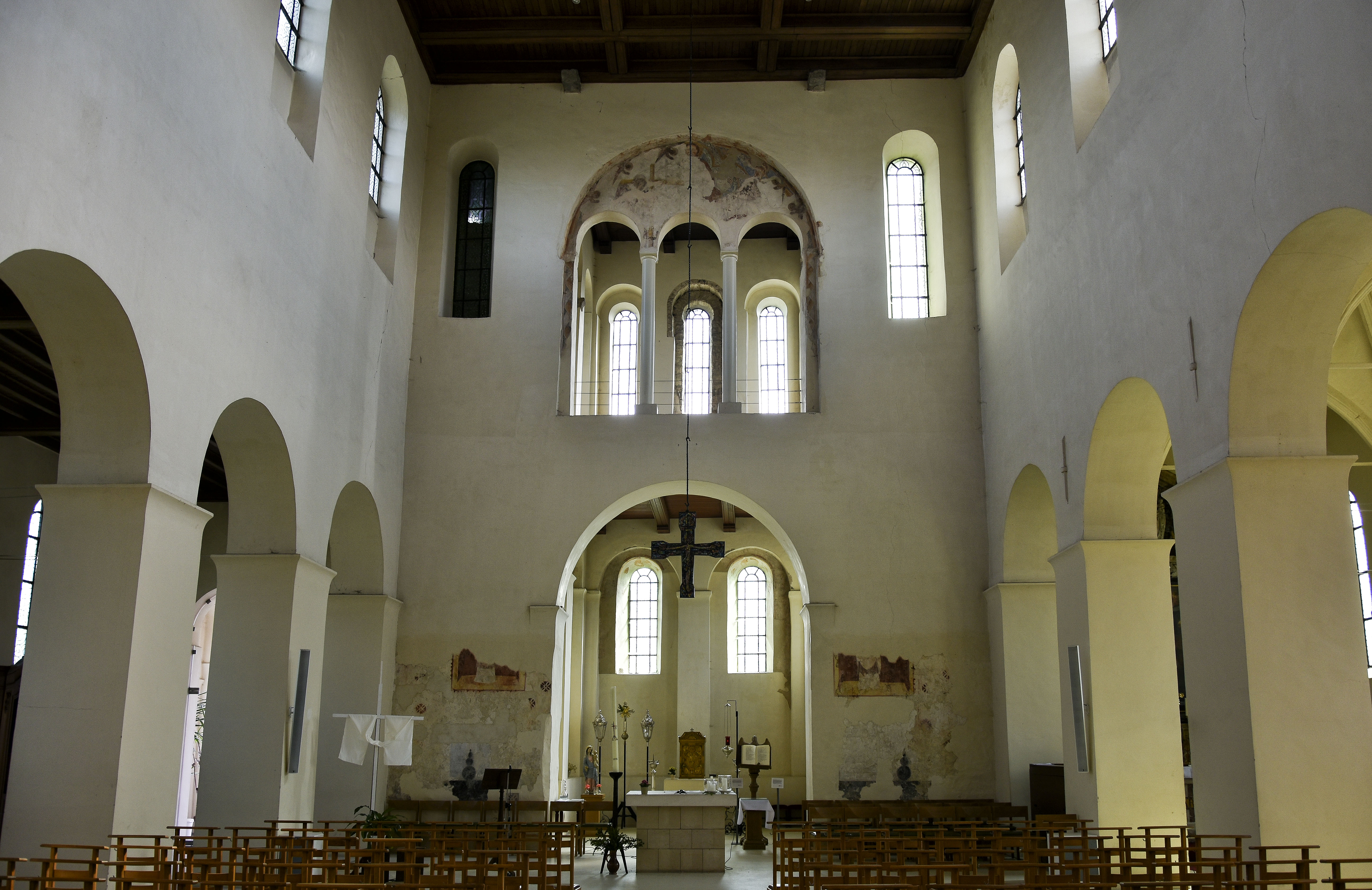
Le chœur est à deux étages. Le Majestas Dominy dans la lunette et des fragments d'autres peintures murales originales.
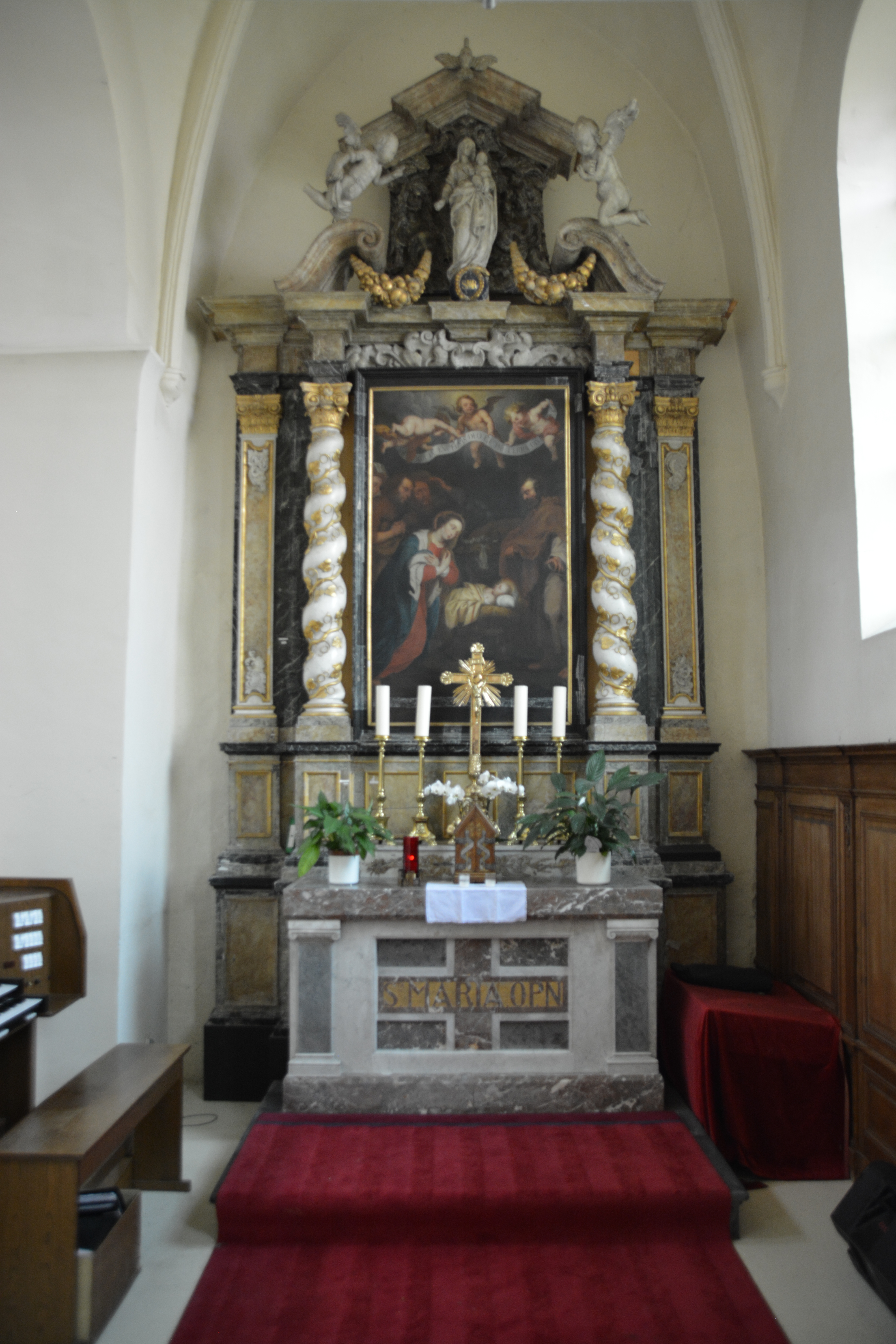
Nativité du Christ peinte par Simon de Paepe en 1666 pour l'autel de Notre Dame de l'église Saint Laurent d'Ename.